# Balaton (Minnesota)
Pour les articles homonymes, voir Balaton.
La ville américaine de Balaton est située dans le comté de Lyon, dans l’État du Minnesota. Lors du recensement de 2010, sa population s’élevait à 643 habitants.

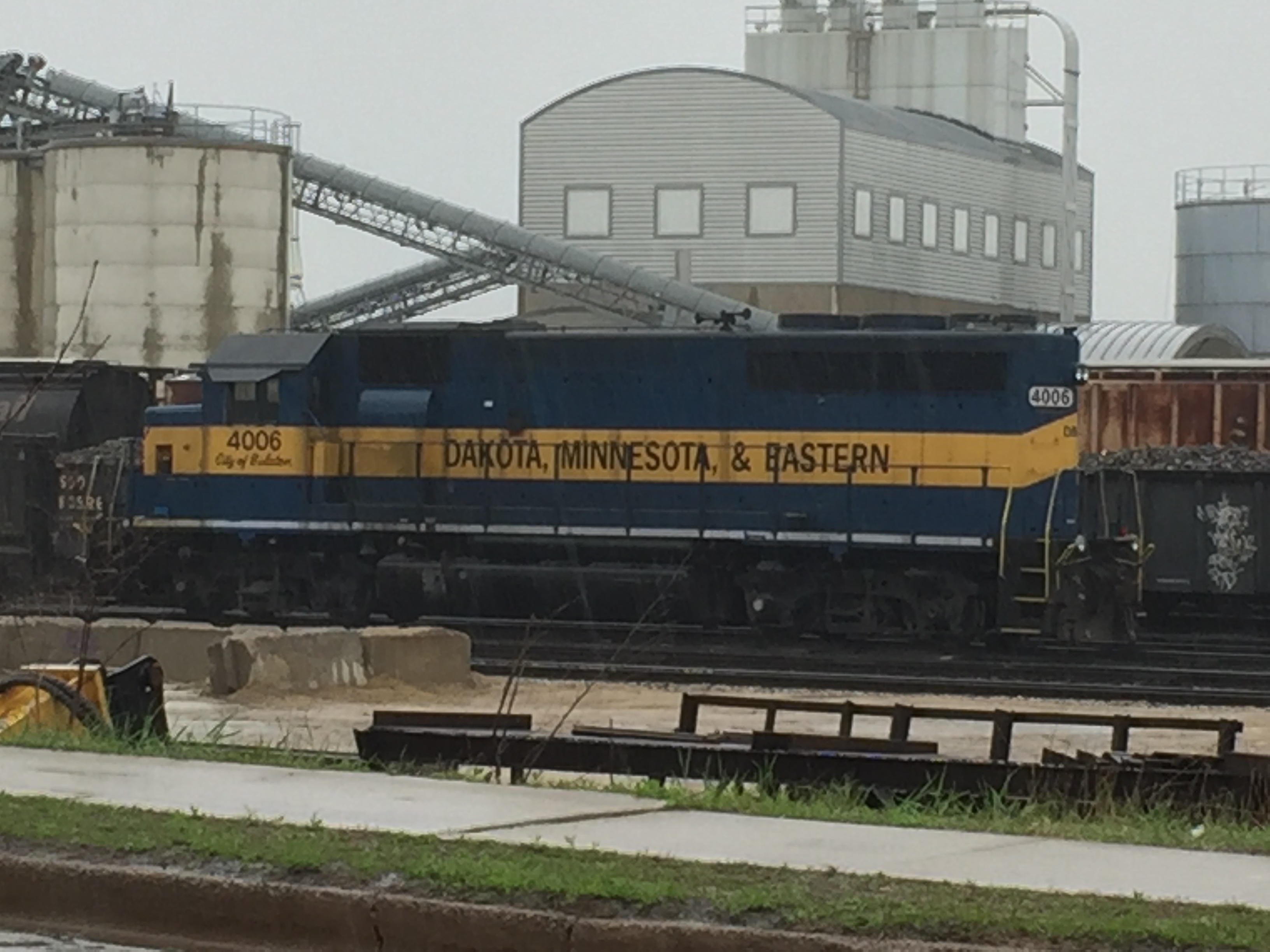
Balaton